# Okręg wyborczy Hastings
Okręg wyborczy Hastings powstał w 1366 r. i wysyłał do angielskiej, a później brytyjskiej, Izby Gmin dwóch deputowanych, a od 1885 r. jednego deputowanego. Okręg został zniesiony w 1983 r.

## Deputowani do brytyjskiej Izby Gmin z okręgu Hastings

### Deputowani w latach 1366–1640
- 1563–1567: William Daunsell
- 1563–1567: Richard Lyffe
- 1597–1598: Edmund Pelham
- 1604–1611: Edward Hales
- 1604–1611: George Carew
- 1614–1614: Edward Hales
- 1621–1622: James Lasher
- 1621–1622: Samuel Moore
- 1625–1625: Sackville Crowe

### Deputowani w latach 1640–1885
- 1640–1640: John Baker
- 1640–1644: John Ashburnham
- 1640–1644: Thomas Eversfield
- 1645–1648: John Pelham
- 1645–1653: Roger Gratwick
- 1659–1659: Samuel Gott
- 1659–1659: Nicholas Delves
- 1660–1679: Denny Ashburnham
- 1660–1661: Nicholas Delves
- 1661–1679: Edmund Waller
- 1679–1685: Robert Parker
- 1679–1681: John Ashburnham
- 1681–1685: Thomas Mun
- 1685–1689: Denny Ashburnham
- 1685–1689: John Ashburnham
- 1689–1690: Thomas Mun
- 1689–1695: John Beaumont
- 1690–1695: Peter Gott
- 1695–1710: John Pulteney
- 1695–1698: Robert Austen
- 1698–1701: Peter Gott
- 1701–1702: John Mounsher
- 1702–1710: William Ashburnham
- 1710–1710: John Ashburnham
- 1710–1713: William Ashburnham
- 1710–1715: Joseph Martin
- 1713–1727: Archibald Hutcheson
- 1715–1722: Henry Pelham
- 1722–1741: William Ashburnham
- 1727–1728: Thomas Townshend
- 1728–1741: Thomas Pelham
- 1741–1761: James Pelham
- 1741–1761: Andrew Stone, wigowie
- 1761–1768: James Brudenell
- 1761–1774: William Ashburnham
- 1768–1774: Samuel Martin
- 1774–1784: Henry Temple
- 1774–1780: Charles Jenkinson
- 1780–1784: John Ord
- 1784–1790: John Dawes
- 1784–1796: John Stanley
- 1790–1794: Richard Arden
- 1794–1796: Robert Dundas, torysi
- 1796–1798: James Sanderson
- 1796–1802: Nicholas Vansittart, torysi
- 1798–1802: William Sturges, torysi
- 1802–1806: Sylvester Douglas, 1. baron Glenbervie
- 1802–1806: George Gunning
- 1806–1807: John Nicholl
- 1806–1807: Willia Middleton
- 1807–1812: George Canning, torysi
- 1807–1818: Abraham Hume
- 1812–1826: James Dawkins
- 1818–1820: George Peter Holford
- 1820–1826: William Henry John Scott
- 1826–1826: William Curtis
- 1826–1826: Charles Wetherell
- 1826–1830: Evelyn Denison
- 1826–1827: James Law Lushington
- 1827–1831: Joseph Planta
- 1830–1831: Henry Fane
- 1831–1835: John Ashley Warre, wigowie
- 1831–1837: Frederick North, wigowie
- 1835–1837: Howard Elphinstone, wigowie
- 1837–1844: Joseph Planta, Partia Konserwatywna
- 1837–1852: Robert Hollond, wigowie
- 1844–1854: Musgrave Brisco, Partia Konserwatywna
- 1852–1859: Patrick Francis Robertson, Partia Konserwatywna
- 1854–1865: Frederick North, Partia Liberalna
- 1859–1864: lord Henry Vane, Partia Liberalna
- 1864–1868: George Waldegrave-Leslie, Partia Liberalna
- 1865–1868: Patrick Francis Robertson, Partia Konserwatywna
- 1868–1885: Thomas Brassey, Partia Liberalna
- 1868–1869: Frederick North, Partia Liberalna
- 1869–1880: Ughtred Kay-Shuttleworth, Partia Liberalna
- 1880–1883: Charles James Murray, Partia Konserwatywna
- 1883–1885: Henry Brent Ince, Partia Liberalna

### Deputowani w latach 1885–1983
- 1885–1886: Thomas Brassey, Partia Liberalna
- 1886–1895: Wilson Noble, Partia Konserwatywna
- 1895–1900: William Lucas-Shadwell, Partia Konserwatywna
- 1900–1906: Freeman Freeman-Thomas, Partia Liberalna
- 1906–1908: Harvey du Cros, Partia Konserwatywna
- 1908–1918: Arthur du Cros, Partia Konserwatywna
- 1918–1921: Laurance Lyon, Partia Konserwatywna
- 1921–1937: lord Eustace Percy, Partia Konserwatywna
- 1937–1945: Maurice Hely-Hutchinson, Partia Konserwatywna
- 1945–1970: Neill Cooper-Key, Partia Konserwatywna
- 1970–1983: Kenneth Warren, Partia Konserwatywna